# Amanita karea
Amanita karea är en svampart som beskrevs av G.S. Ridl. 1991. Amanita karea ingår i släktet flugsvampar och familjen Amanitaceae.   Inga underarter finns listade i Catalogue of Life.